# Albolote
Albolote é um município da Espanha na província de Granada, comunidade autónoma da Andaluzia, de área 78,48 km² com população de 14862 habitantes (2004) e densidade populacional de 189,37 hab/km².

## Demografia
| Variação demográfica do município entre 1991 e 2004 | Variação demográfica do município entre 1991 e 2004 | Variação demográfica do município entre 1991 e 2004 | Variação demográfica do município entre 1991 e 2004 |
| --------------------------------------------------- | --------------------------------------------------- | --------------------------------------------------- | --------------------------------------------------- |
| 1991                                                | 1996                                                | 2001                                                | 2004                                                |
| 10184                                               | 12455                                               | 13877                                               | 14862                                               |